# Théâtre de la Comédie de Varsovie
Pour les articles homonymes, voir Théâtre de la Comédie.

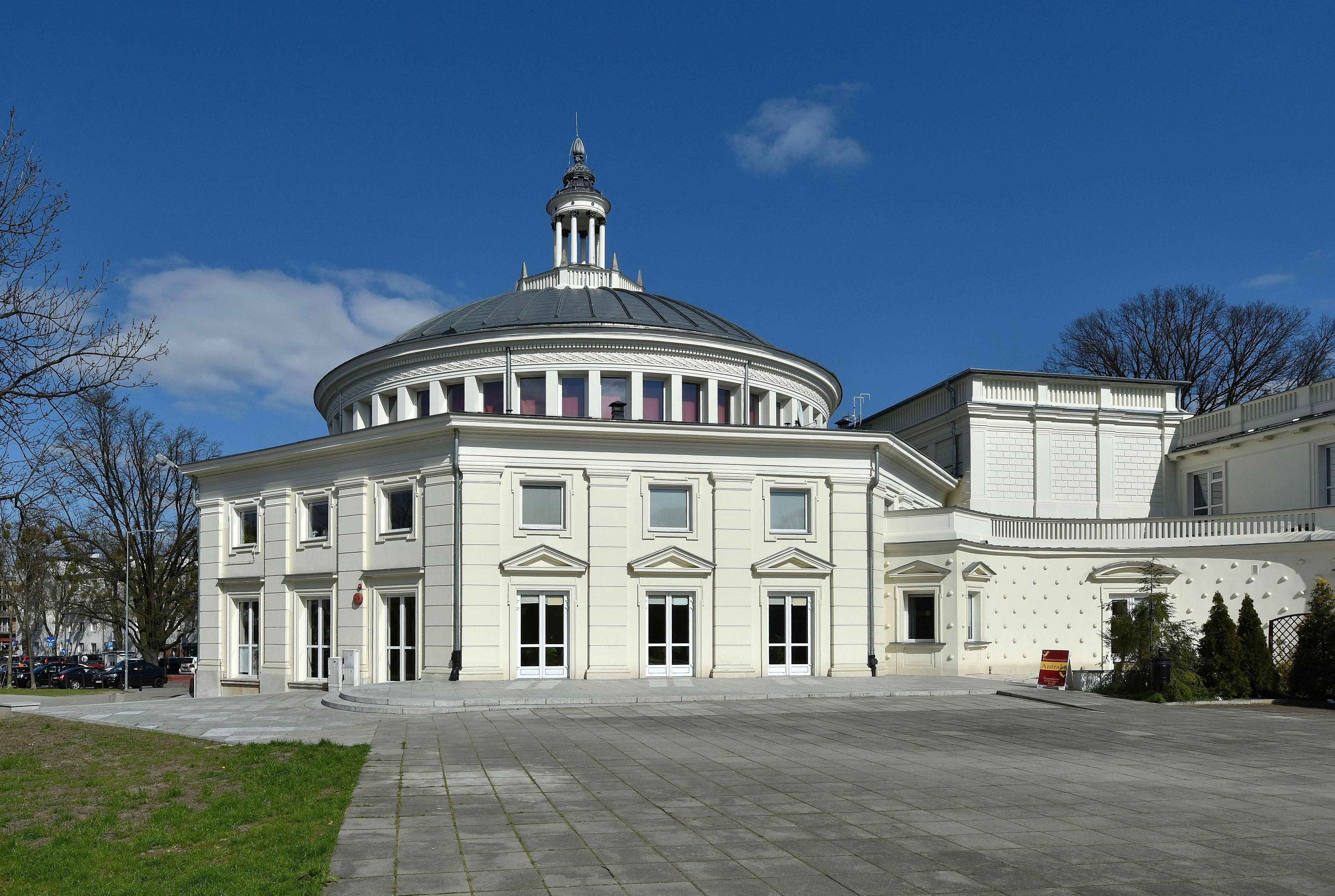
Le théâtre de la Comédie (teatr Komedia) de Varsovie.

Le Théâtre de la Comédie de Varsovie (Teatr Komedia w Warszawie), est une salle de spectacle mise en service en 1954 dans le nord de la capitale polonaise. 
Le théâtre de la Comédie propose des pièces de théâtre d'auteurs polonais et étrangers, des concerts ainsi que des comédies musicales.

## Programmation
Comédies musicales
- Kiss Me, Kate de Cole Porter,
- My Fair Lady de Frederick Loewe

Pièces de théâtre
- D'après les œuvres de dramaturges tels que Aleksander Fredro, Dario Fo, Leon Schiller, Harold Pinter, Miguel de Cervantes, Bertolt Brecht, John Osborne, Christopher Hampton, Janusz Korczak

Concerts
- Concert du compositeur de musique baroque Henry Purcell

Contes
- Œuvres des frères Jacob et Wilhelm Grimm

Récits d'écrivains
- D'après des récits de Yasmina Reza, Pierre Choderlos de Laclos, Christiane F, John Buchan.